# جانوس بينديك
جانوس بينديك (بالمجرية: Benedek János)‏ هو رباع مجري، ولد في 20 نوفمبر 1944 في Kiskunmajsa ‏ في المجر.

## وصلات خارجية
- جانوس بينديك على موقع اللجنة الأولمبية الدولية (الإنجليزية)
- جانوس بينديك على موقع أوليمبيديا (الإنجليزية)
- جانوس بينديك على موقع اللجنة الأولمبية المجرية (الهنغارية)